# Gift dig - gift dig ikke
Gift dig - gift dig ikke er en dansk stum komediefilm fra 1912 produceret af Det Skandinavisk-Russiske Handelshus. Filmens instruktør er ukendt.
Filmen havde dansk premiere den 20. september 1912 i Victoria-Teatret og i Storbritannien den 19. januar 1913 under titlen The Hesitating Bachelor.

## Handling
Denne artikel mangler et handlingsreferat. Hjælp os med at skrive det.

## Medvirkende
- Rasmus Ottesen - Hr. Dalh
- Emilie Sannom - Ansat på pensionatet
- Gudrun Houlberg - Nelli Elmer
- Hildur Møller - Fru Elmer